# Понагар

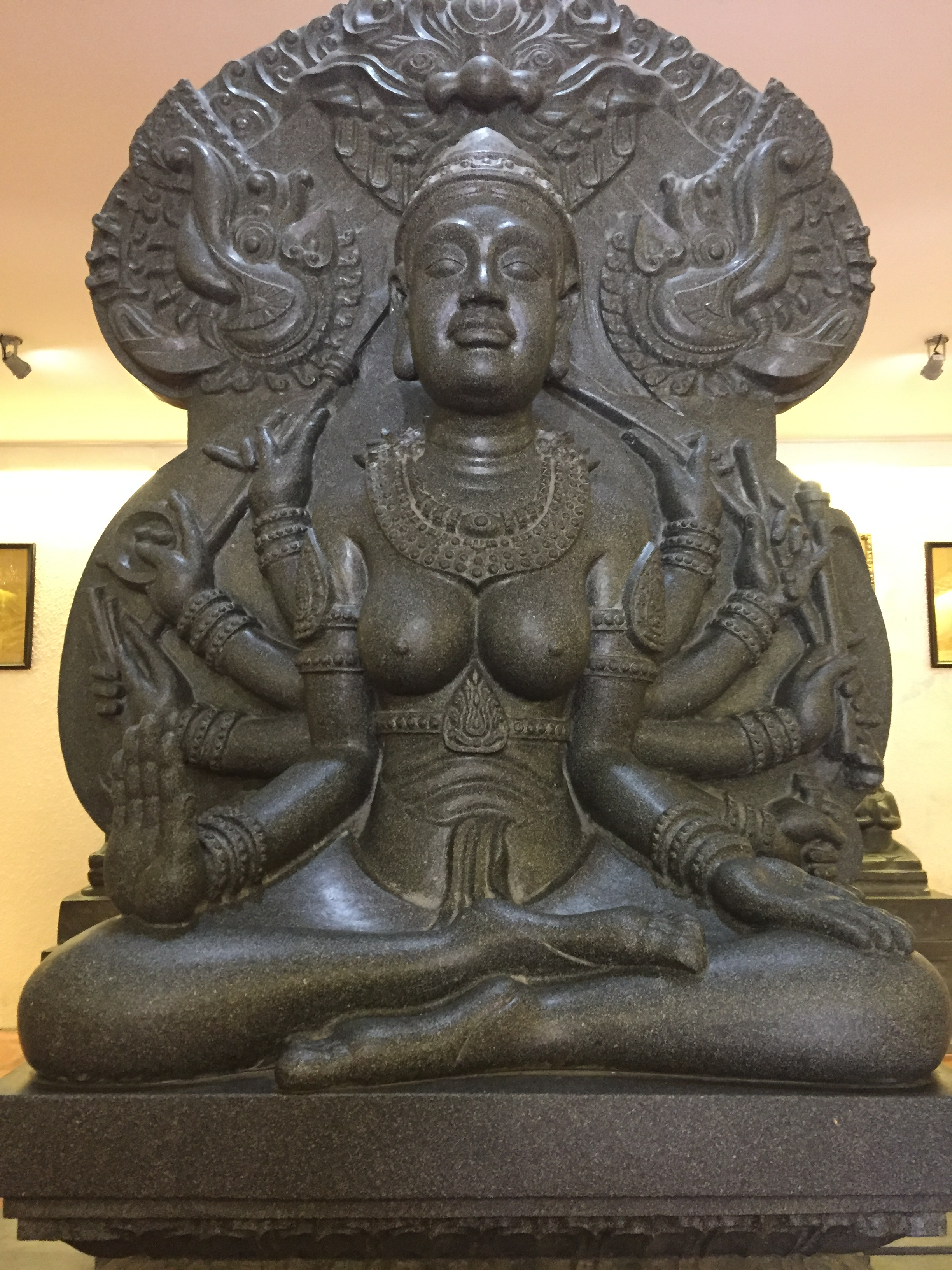
Статуя богини По Нагар

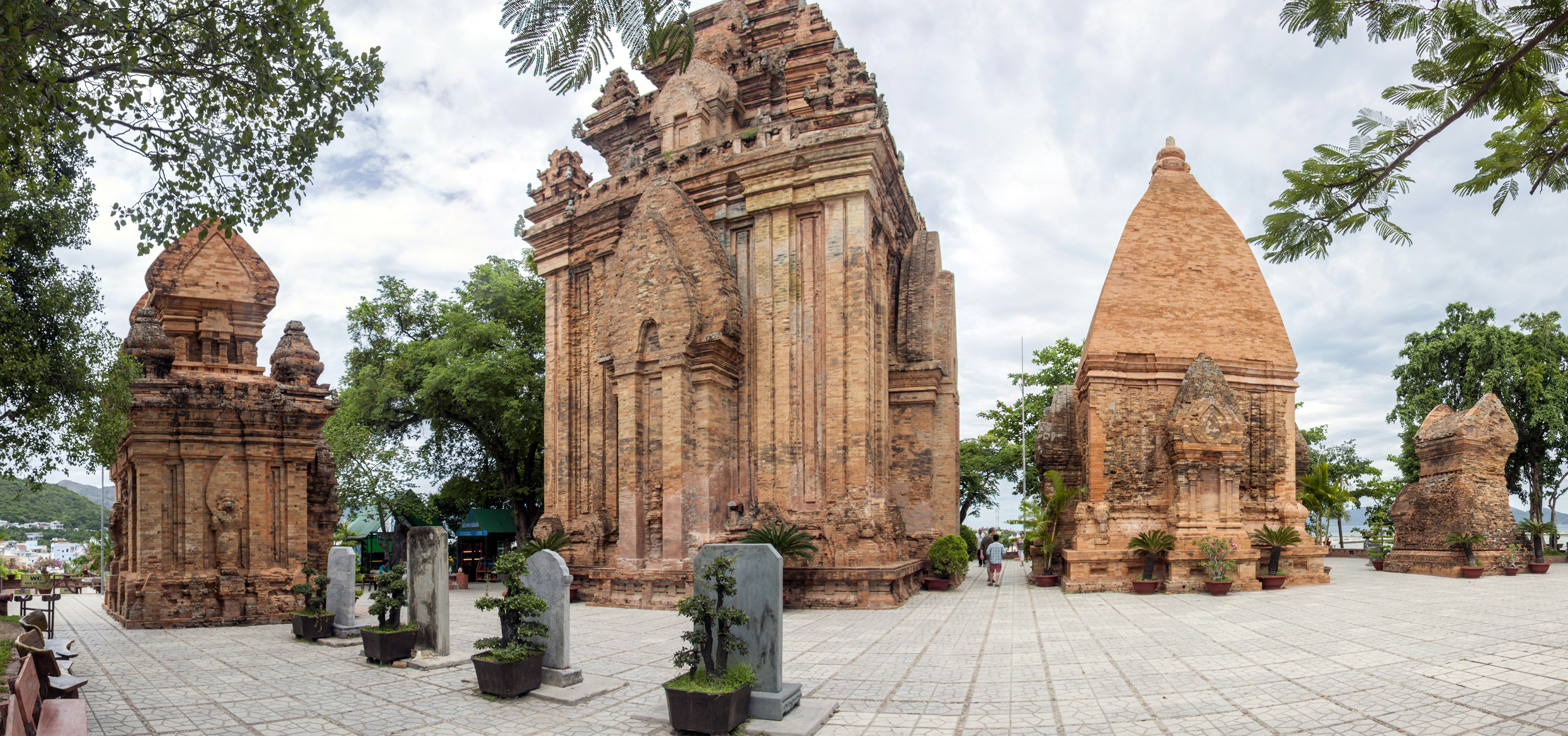

Понагар — храмовый комплекс средневекового государства Тямпа, расположен во вьетнамском городе Нячанг на горе Ла-Лао.
Храмово-башенный комплекс состоит из трех уровней, самый высокий из которых охватывает два ряда башен. Основная башня имеет высоту около 25 м.
Центральное изображение храма — это каменная статуя богини По Нагар высотой 1,2 метра, сидящая скрестив ноги, одетая только в юбку, с десятью руками, держащими различные символические предметы. Еще одну скульптуру богини можно увидеть на фронтоне над входом в храм: на нем изображена четырехрукая богиня с топором, лотосом и клубом, стоящая на буйволе. Эта скульптура принадлежит к стилю Трей-Киё в стиле Чама конца X — начала XI века.
Согласно санскритской надписи тямского царя Сатьявармана, в 774 году «очень черные и тощие люди, прибывшие из черных стран на кораблях, разрушили храм богини По Нагар в Нячанге и похитили лингу». Речь идёт о разграблении храма яванцами и малайцами.
Вьетнамцы, завоевав Тямпу, приняли богиню По Нагар под именем Тхьен И А На (вьет. Thiên Y A Na) и продолжили поклоняться ей в её храме в Нячанге.

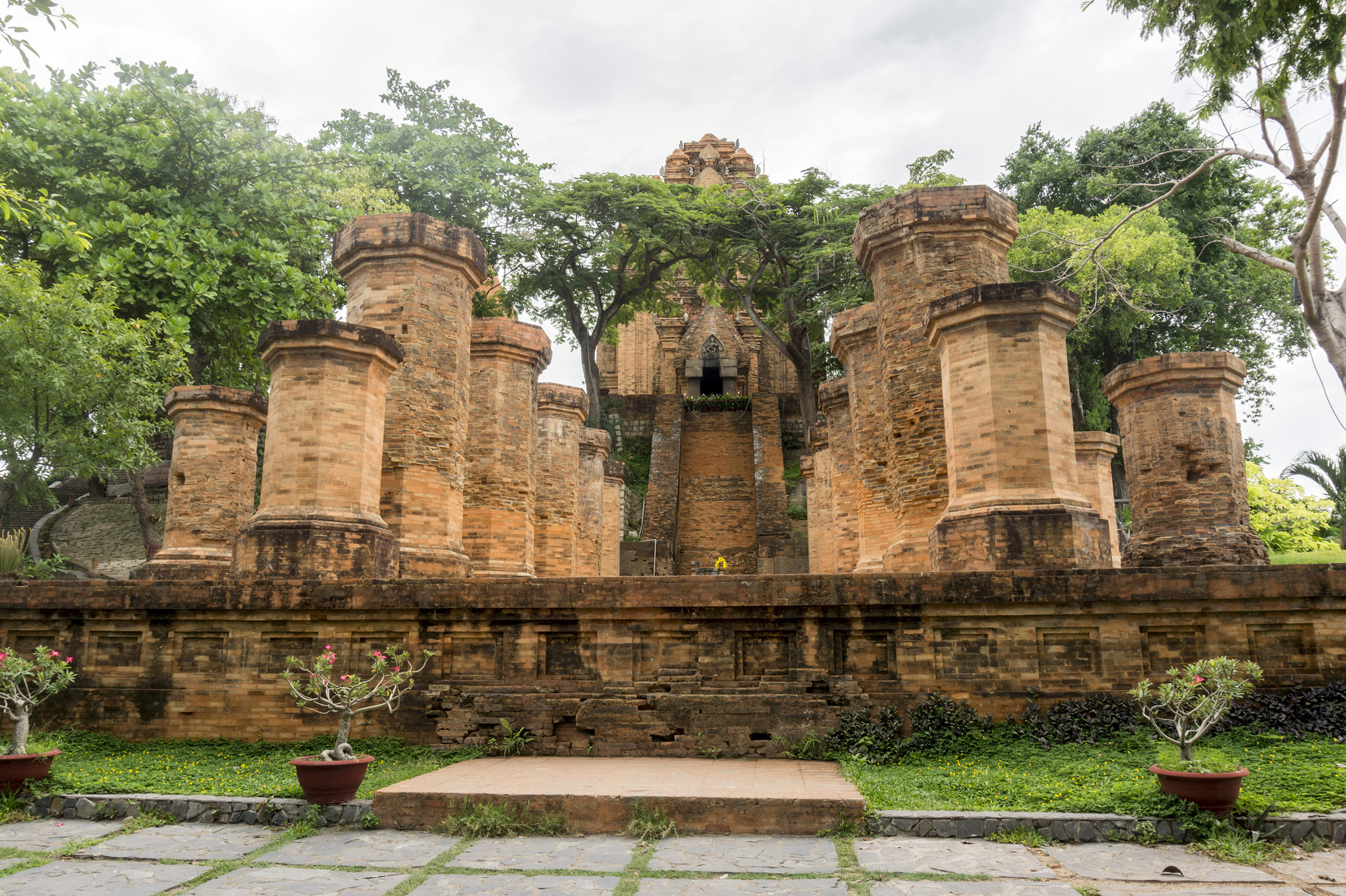
Храмово-башенный комплекс Понагар